# Da Costa getijden

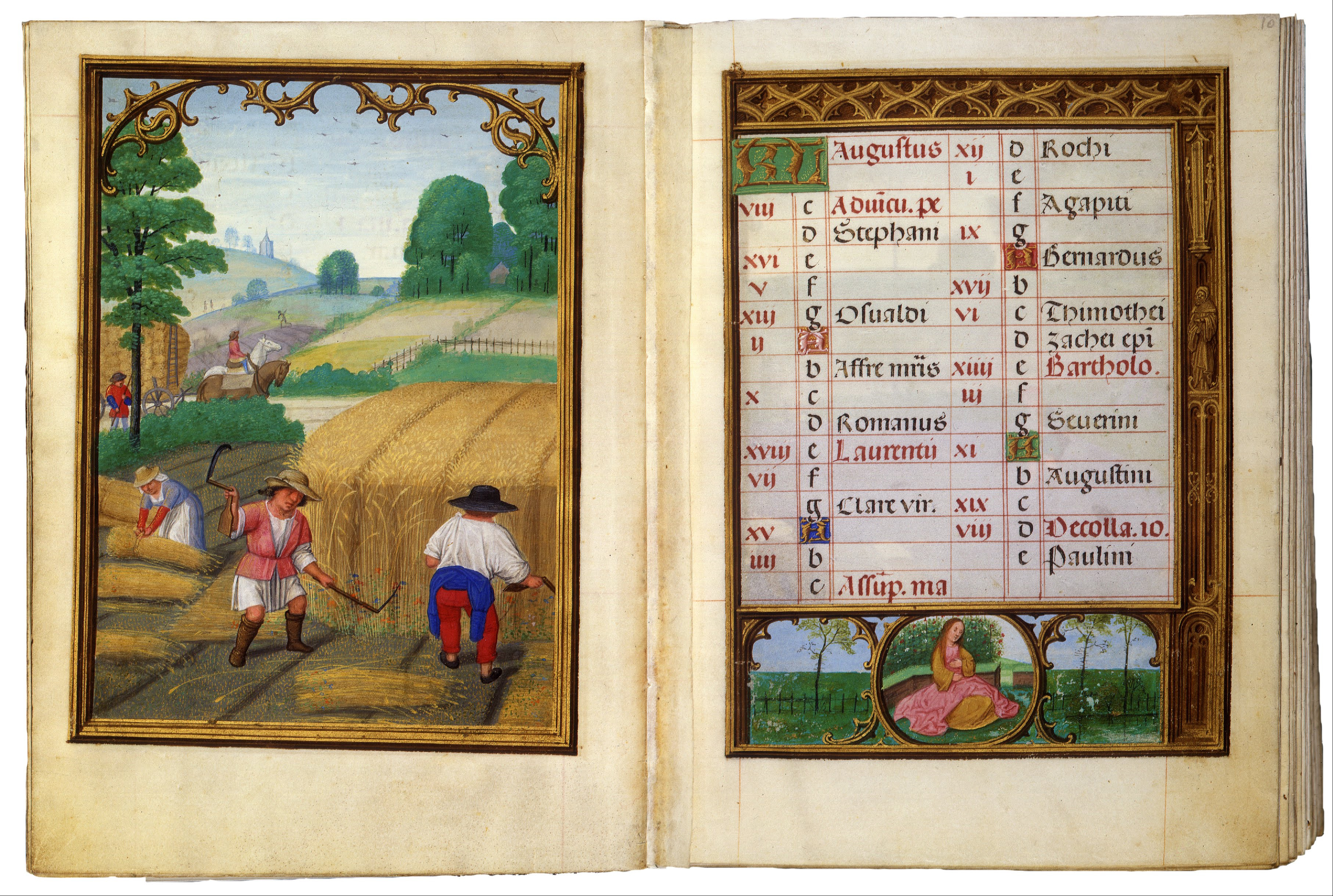
Simon Bening, Da Costa getijden, kalenderbladzijden voor augustus.

De Da Costa getijden is een verlucht getijdenboek dat omstreeks 1515 in Brugge of Gent gemaakt werd voor een lid van de Portugese Sá familie, mogelijk João Rodrigues de Sá, door Simon Bening en zijn atelier. Sedert ca. 1520 was het in het bezit van de kamerheer van Emanuel I van Portugal, Don Alvaro da Costa, waaraan het zijn naam dankt. Het wordt nu bewaard door de J. Pierpont Morgan Library in New York als M. 399.

## Codicologische beschrijving
Het handschrift bestaat nu uit twee volumes, een van 199 folia en een tweede van 192 folia wat een totaal van 391 perkamenten folia geeft. De afmetingen van de folia zijn 172 x 125 mm, het tekstblok meet ca. 98 x 68 mm. De Latijnse tekst is geschreven in één kolom van 17 lijnen per blad in een Italianiserende gothica rotunda. Er waren twee scribenten; de tweede schreef de tekst vanaf f352.
Het gebruik van dit getijdenboek is zeer moeilijk vast te leggen. De kalender zou opgesteld zijn volgens het gebruik van Straatsburg, het dodenofficie volgens het gebruik van Rome en voor de Mariagetijden is het onmogelijk een gebruik te definiëren. Sommige van de bijzondere secties wijzen dan weer naar het gebruik van Sarum.
Het handschrift bevat 79 volbladminiaturen, de twaalf in de kalender inbegrepen, 14 kleinere miniaturen en 12 bas de pages aan de kalenderbladzijden. De meeste van de volbladminiaturen zijn in een versierde of gehistorieerde marge geplaatst.

## Geschiedenis
Zoals hoger gezegd, werd  het getijdenboek ca. 1515 waarschijnlijk gemaakt voor João Rodrigues de Sá van de Portugese Sá familie. Op f197v is deze vermoedelijke opdrachtgever afgebeeld geknield op een prie-dieu, biddend uit een gebedenboek voor hem. Het wapenschild van de opdrachtgever was aangebracht op f1r. Enkele jaren later, omstreeks 1520, kwam het manuscript in het bezit van de kamerheer van Emanuel I van Portugal, Don Alvaro da Costa. Hij liet het wapen op f1r overschilderen met zijn wapenschild. Via erfenis kwam het manuscript later in het bezit van de familie van de Duque de Mesquitela, die het na 1890 zou verkocht hebben. Omstreeks 1905 duikt het weer op bij de verkoop door Bernard Quaritch aan George C. Thomas van Philadelphia. John Pierpont Morgan koopt het handschrift in 1910 van diens erfgenamen.

## Inhoud
Het getijdenboek bevat naast de standaard inhoud een groot aantal secties die eerder zeldzaam zijn in een klassiek getijdenboek. Volgens de opgave van The Morgan Library & Museum ziet het er als volgt uit:
- f2r: Heiligenkalender
- f15v: Passiegetijden
- f36v: Officie van de vijf  wonden van Christus
- f42r: Gebed van de heilige Gregorius over de vijf  wonden van Christus
- f44v Passieverhaal uit de evangelies van Matteüs (f44v), Marcus (58v), Lucas (f70v) en Johannes (82v)
- f92v: Officie van de zeven smarten van de Heilige Maagd
- f95r: Vijftien gebeden van Birgitta van Zweden  enkeel init 2 hoog
- f97v: Gebeden tot Christus
- f111v: Uittreksels uit de evangelies van  Johannes (f111v), Lucas (f113v), Matteüs (116v) en Marcus (119v)
- f122r: Memoriae van de evangelisten: Joahannes (f121v), Marcus (f123v), Matteüs (f125v) en Lucas (f127v)
- f129v: Kleine Officie van Onze Lieve Vrouw
- f183v: Kleine getijden van het Heilig Kruis
- f189v: Kleine getijden van de Heilige Geest
- f194v: Gebed tot het Heilig Aanschijn
- f197v: Gebed tot de wonden van Christus
- f199r: Gebed tot de Heilige Maagd
- f200r: Antifonen en gebeden voor verschillende seizoenen
- f202v: Boetepsalmen
- f215r: Litanie van alle heiligen
- f226v: Dodenofficie
- f271v: Suffragia
- f340v: Getijden van de Heilige Drie-eenheid
- f351v: Getijden van de Onbevlekte Ontvangenis
- f360v: Vijftien gebeden tot Cristus
- f369v: Mis voor Maria
- f374v: Stabat Mater
- f376v: Obsecro te
- f380r: O intemerata
- f382v: Gebed tot God, schepper van hemel en aarde

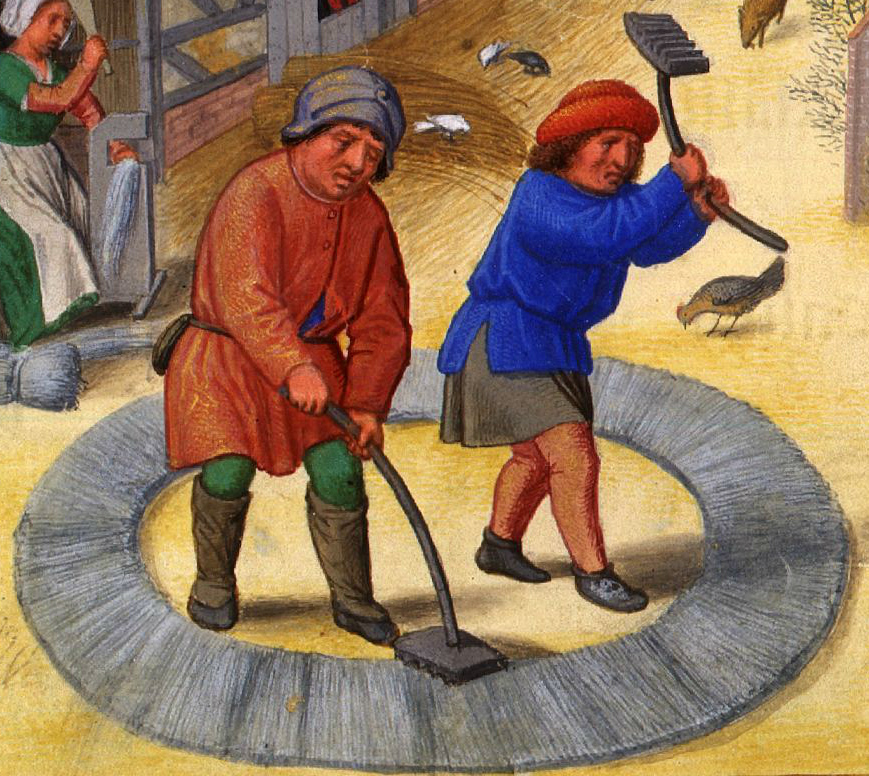
Simon Bening, Da Costa getijden, detail van kalenderminiatuur van november, het kammen van het vlas.

- f385v: Gebed tot Jezus Christus

## Verluchting
De belangrijke secties in het handschrift worden ingeleid met een volbladminiatuur (eigenlijk een grote miniatuur) omringd met een versierde of gehistorieerde marge. De marges werden versierd in de Gent-Brugse stijl met gekleurde achtergrond waarop zeer gedetailleerd realistische bloemen, insecten, vogels, slakken, juwelen, parels, schelpen, snoeren, paternosters, vazen, tekst en dergelijke meer werden afgebeeld. De achtergronden waren zeer divers ingekleurd namelijk: geel/goud, rood, bruin, blauw, lichtblauw, donkerblauw, groen, roze en zwart. De volbladminiatuur werd steeds geschilderd op de versozijde van een blanco blad. Op de tegenoverliggende rectozijde vindt men dan een versierde initiaal van 7 à 9 regels hoog. Dit tekstblok heeft eveneens een versierde marge. De volgende folia hebben geen margeversiering. De tekst wordt versierd met geschilderde initialen aan het begin van de belangrijke secties, meestal zijn ze niet groter dan twee regels. Hier en daar worden geschilderde lijnvullers gebruikt. Hoofdletters aan het begin van een zin zijn niet versierd. Ook de gebedsstonden binnen de Mariagetijden en de heiligen binnen de suffragia worden op die manier ingeleid.
Sommige gebeden (f95r-110r, f199r-201v en vanaf f374v) worden ingeleid met een dubbelbladversiering met een kleine miniatuur van 10 lijnen hoog en een versierde marge rond het tekstblok. In de gebeden op ff. 95r, 97r en 200r is zelfs geen miniatuur of marge voorzien. In de tekst van het gebed worden geen (of nauwelijks) versierde initialen gebruikt. Een lijnvuller vindt men in deze secties hooguit op de laatste lijn van de tekst. In de passieverhalen op ff. 44v-81r worden de verschillende evangelies aangekondigd met een dubbele bladzijde, maar in de teksten zijn geen versierde initialen of andere versieringen gebruikt.
De kleine miniaturen die gebruikt worden om de gebedsstonden in de passiegetijden aan te kondigen, zijn in bruintinten geschilderd. Alle andere miniaturen zijn met een volledig kleurenpalet geschilderd.
Het getijdenboek bevat slechts vier miniaturen (op de kalenderminiaturen na) die een volledige bladzijde innemen en geen marge hebben, namelijk op f151v met de geboorte van Christus, f183v met zijn kruisdood, f295v met de marteldood van een aantal martelaren en f338v met de dood van de Heilige Ursula van Keulen en haar elfduizend maagden. Sommige miniaturen lijken volblad te zijn omdat de versiering in de marge het beeld van de miniatuur aanvult. Een paar mooie voorbeelden hiervan zijn de miniatuur met Johannes op Patmos op f111v, de Maria-Visitatie op f140v, de boodschap aan de herders op f157v. Er zijn ook andere vormen van interactie tussen de hoofdminiatuur en de marge, op f92v met de zeven smarten van de Heilige Maagd, zien we Maria in de hoofdminiatuur en zeven scènes in de marge die telkens een van haar smarten afbeelden.  Vier zwaarden maken de binding tussen de marge en de Maria in de hoofdillustratie.
De kalender beslaat twee bladzijden per maand. Op de eerste bladzijde op de versozijde vindt men steeds een volbladminiatuur in een geschilderde houten kader, die de activiteiten in het boerenbedrijf voorstelt met uitzondering van de maand mei, waar een boottochtje van de adel wordt getoond. De tweede bladzijde bevat de kalender voor de maand, omkaderd met een houten structuur. In de bas-de-page wordt een landschap geschilderd, doorlopend in drie medaillons. In het middelste wordt het sterrenbeeld van de maand afgebeeld.
In de miniaturen vinden we de typische kenmerken van Gents-Brugse stijl van verluchting terug in de landschappen, de narratieve stijl en de gedetailleerde weergave. Ook emoties worden mooi weergegeven zoals in de bespotting van Christus op f58v.

## Lijst van de volbladminiaturen
De lijst is gebaseerd op de webpublicatie van The Morgan en op de masterscriptie van Wieke Reitsma.
- f15v: Arrestatie van Christus.
- f36v: Misdienst
- Passieverhaal uit de evangelies
  - f44v: Geseling van Christus,
  - f 58v: Bespotting van Christus,
  - f70v: Ecce Homo,
  - f82v: Kruisdraging
- f92v: Zeven Smarten van de Maagd.
- Uittreksels uit de evangelies
  - f111v: Johannes op Patmos,
  - f113v: Lucas aan zijn schrijftafel,
  - f116v: Mattheüs aan zijn schrijftafel,
  - f119v: Marcus aan zijn schrijftafel.
- Memoriae van de evangelisten
  - f121v: Johannes met de gifbeker in een landschap,
  - f123v: Marcus in een landschap,
  - f125v: Mattheus in een landschap,
  - f127v: Lucas in een landschap.
- Mariagetijden
  - f129v: Annunciatie,
  - f140v: Maria bezoekt haar nicht Elizabeth,
  - f151v: Geboorte van Jezus,
  - f157v: Aankondiging aan de herders
  - f162v: Aanbidding van de wijzen,
  - f166v: Opdracht in de tempel,
  - f170v: Vlucht naar Egypte
  - f176v: Kroning van de Maagd.
- f183v: Kruisiging
- f189v: Pinksteren
- f194v: Salvator Mundi
- f197v: Man van Smarten
- f202v: Het gevecht van David en Goliath
- f226v: De opwekking van Lazarus
- Suffragia
  - f271v: Aartsengel Michaël,
  - f273v: Onthoofding Johannes de Doper,
  - f275v: Petrus en Paulus,
  - f277v: Andreas,
  - f279v: Jacobus de Meerdere,
  - f283v: Groep van apostelen,
  - f285v: Steniging van Stefanus,
  - f287v: Laurentius van Rome,
  - f289v: Marteling van Sebastiaan,
  - f291v: Christoffel draagt het Christuskind,
  - f293v: Georgius van Cappadocië,
  - f295v: Marteldood van een aantal martelaren,
  - f297v: Boetedoening van Hiëronymus van Stridon,
  - f299v: Augustinus van Hippo,
  - f301v: Bernardus van Clairvaux,
  - f304v: Benedictus van Montecassino,
  - f306v: Franciscus van Assisi ontvangt de stigmata
  - f308v: Antonius van Padua predikt tot de Vissen,
  - f310v: Dominicus van Bologna,
  - f312v: Bernardinus van Siena,
  - f314v: Onufrius van Egypte,
  - f316v: Rochus van Montpellier toont beenwond,
  - f318v: Groep van belijders,
  - f320v: De drie wijzen,
  - f322v: Anna te Drieën,
  - f324v: Catharina van Alexandrië,
  - f326v: Maria Magdalena
  - f328v: Elizabeth van Hongarije,
  - f330v: Helena van Constantinopel,
  - f332v: Apollonia van Alexandrië,
  - f334v: Lucia van Syracuse,
  - f336v: Ursula van Keulen,
  - f338v: Marteldood van Ursula en de 11.000 maagden.
- f340v: Heilige Drie-eenheid.
- f351v: Onbevlekte Ontvangenis van Maria.
- f360v: Christus in Gethsemane.
- f369v: Misviering

## Web links
- Da Costa Hours, volledige elektronische facsimile, The Morgan Library & Museum
- Da Costa Hours, overzicht van de verluchte pagina's, The Morgan Library & Museum